# Satu Mare (Harghita)
Satu Mare (en hongrois : Máréfalva) est une commune du județ de Harghita en Roumanie.